# Piánoboy
Piánoboy ist ein Musikprojekt von Dmytro Schurow, dem ehemaligen Pianisten von Okean Elzy, Esthetic Education und Zemfira. Zu Beginn der Idee wurde Dmytro Schurow von Olga Burowa als Backgroundsängerin, einer weiteren Backgroundsängerin, Lida Tutuola, dem Gitarristen Ilya Galushko und dem Schlagzeuger Andrey Nadolsky unterstützt. In der Folge gründete Dmytro Schurow eine Band, deren Besetzung sich im Laufe der Jahre änderte. Die Band wurde im Jahr 2009 gegründet. Er singt Lieder auf Ukrainisch, Russisch und Englisch.
In ihrer ersten Besetzung war die Band ein Trio, bestehend aus Dmytro Schurow, seiner Schwester Olga Schurowa und Lida Tutuola.

## Geschichte

### Gründung und Debütalbum (2009–2012)
Anfang 2009 begann Schurow mit der Arbeit an der Oper Leo und Leia, von der ein Teil bei einer Modenschau der Modedesignerin Alena Achmadullina in Paris aufgeführt wurde. Dabei kam Schurow auf die Idee, seine eigene Band zu gründen. Seine Schwester Olga Schurowa, eine Absolventin der Kiewer Linguistischen Universität, half ihm bei der Arbeit an dem Projekt, das den Namen Piánoboy erhielt.

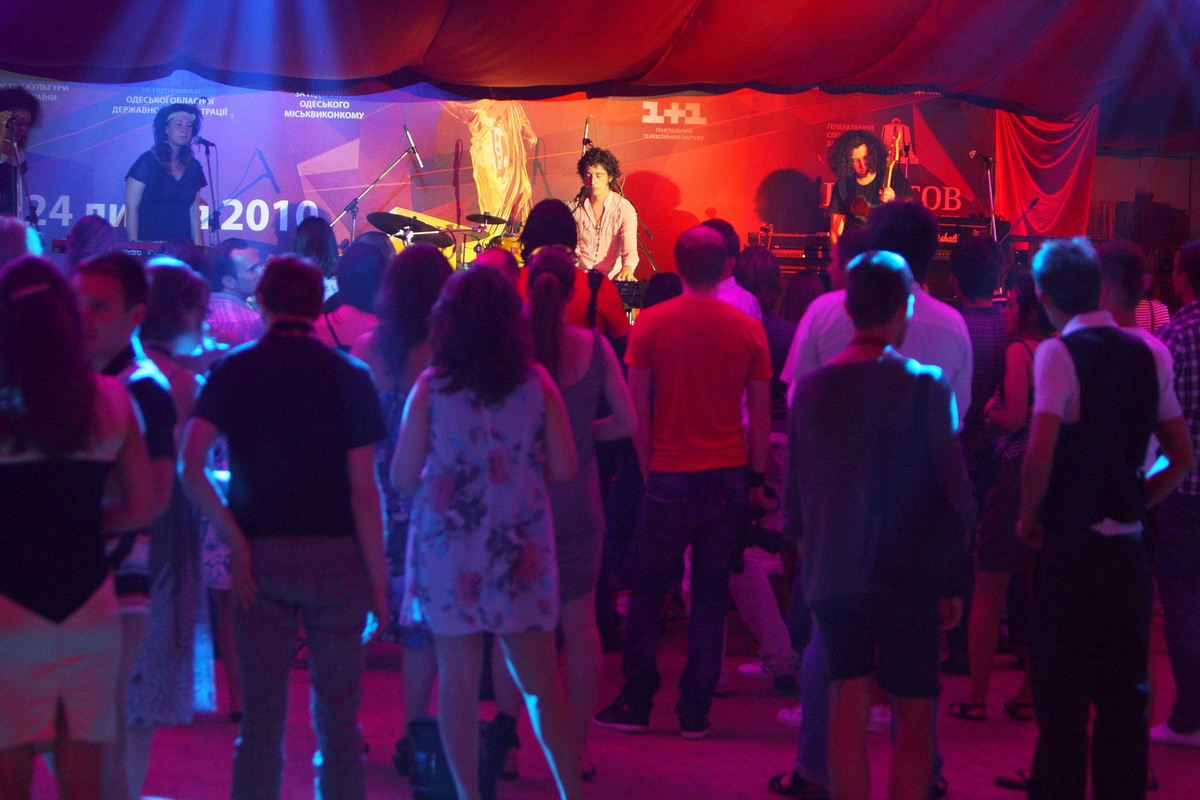
Rede auf dem Internationalen Filmfestival Odessa (2009)

Der erste Auftritt von Dmytro Schurow als Piánoboy fand im September 2009 im Rahmen des zweiten Moloko Music Festival statt. Neben Dmytro und Olga als Backgroundsängerin traten noch die Backgroundsängerin Lida Tutuola, der Gitarrist Ilya Galushko und der Schlagzeuger Andrey Nadolsky auf. Danach traten Piánoboy bei der Kollektionsschau von Lilia Litkovska auf, eröffneten mit ihrem Set die British Film Week und spielten ein Konzert bei der Geburtstagsparty von Harper’s Bazaar in Kiew.
Im November 2009 wurde der erste Song „Smysla.net“ im Radio und Fernsehen uraufgeführt, und am 29. Dezember 2009 spielten Piánoboy ihr erstes vollwertiges Solokonzert in Kiew, bei dem sie auch ein Video zu diesem Song präsentierten. Das Musikvideo wurde vom Vater des Gitarristen der Band, dem Theaterkünstler Oleksandr Druganow Sr. zusammen mit dem Kiewer Animator Dmytro Lisenbart nach Zeichnungen der Künstlerin Maria Druganowa, Oleksandrs Tochter, erstellt.

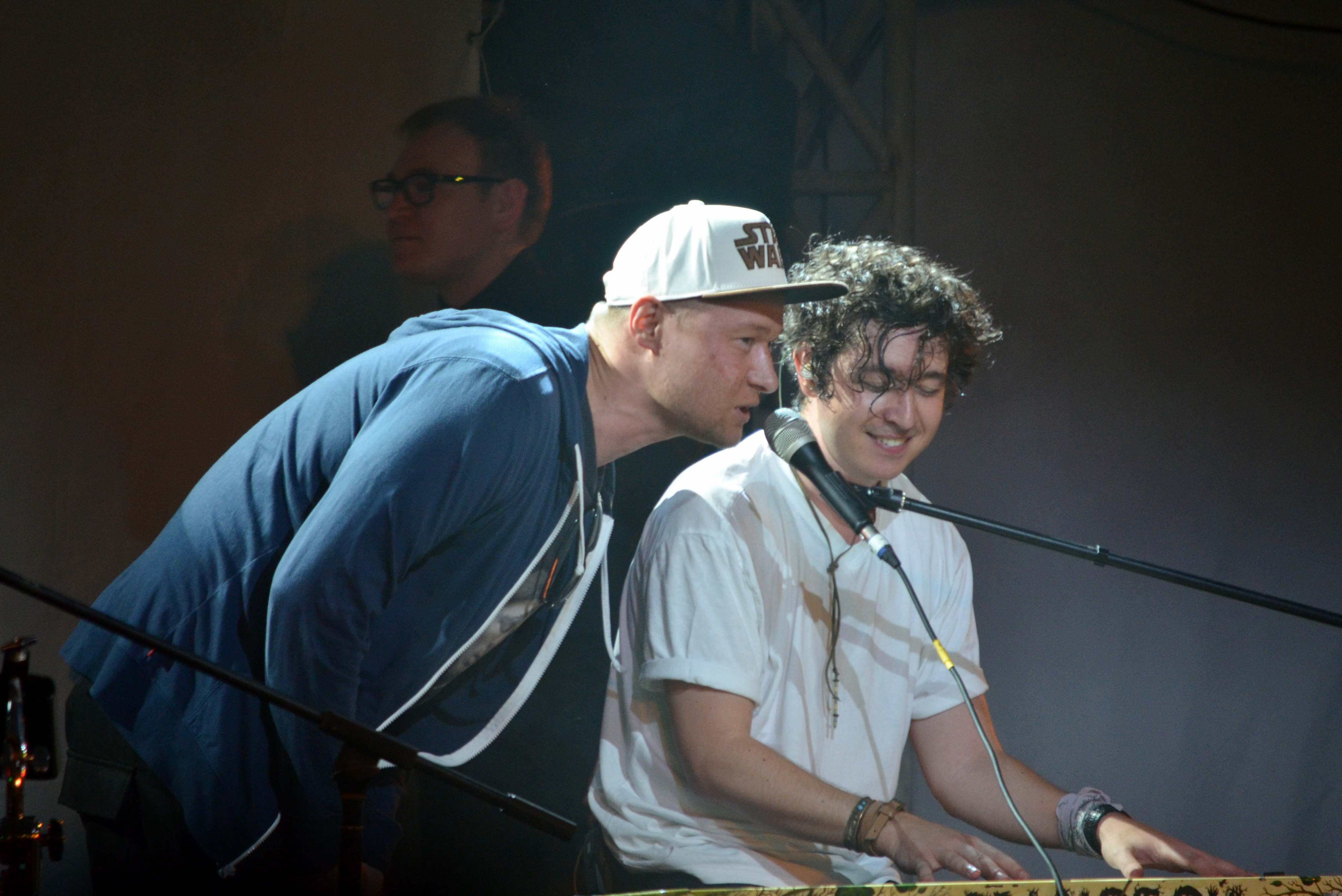
Dmytro Schurow und Andriy Khlyvnyuk von Boombox

Im Januar 2010 begannen Piánoboy mit den Aufnahmen zu ihrem Debütalbum und starteten Ende Februar eine Clubtour durch die Ukraine. Zum ersten Line-up der Band gehörten die Schurows, Lida Tutuola, Andriy Nadolsky und der Gitarrist Oleksandr Druganow. Im Februar 2011 nahmen Piánoboy zusammen mit der Band BoomBox den Song „Floors“ auf. Danach begann die Band, mit der Firma Music for the Masses und dem Produzenten Alexei Sogomonow zusammenzuarbeiten, der auch der Produzent von Boombox ist. Im Jahr 2011 nahmen sie Musikvideos für die Songs „Witch“, „Weekend“, „Run away“ und „Floors“ (letzterer zusammen mit Boombox) auf.
Im März 2012 gewannen Piánoboy mit ihrem Song „Witch“ die Nominierung „Entdeckung des Jahres“ beim Chart Top Ten Award des russischen Radiosenders Nashe Radio. Im Mai 2012 veröffentlichte die Band ihr Debütalbum „Prostochnye vesti“ (Einfache Dinge). Das Album wurde von Lavina Music veröffentlicht. Im August 2012 nahmen Piánoboy zusammen mit Boombox und TNMK eine Coverversion des Songs „For You“ von Micah und Jumanji für ein Tribute-Konzert auf, und im Januar 2013 veröffentlichten sie ein Video zu dieser Coverversion.

### Hör nicht auf zu träumen (2013–2014)
Im September 2013 veröffentlichten Piánoboy das Album „Don’t Stop Dreaming“. Im April 2014 nahmen sie ein Musikvideo für den Song „Rodyna“ auf. Im Juli 2014 wurde das geplante Konzert der Band in Moskau von der Regierung der russischen Hauptstadt verboten.

### Take off und Gegenwart (seit 2015)
2015 nahm Schurow ein neues Album mit dem Titel „Take off“ auf und ging in der Ukraine auf Tournee.

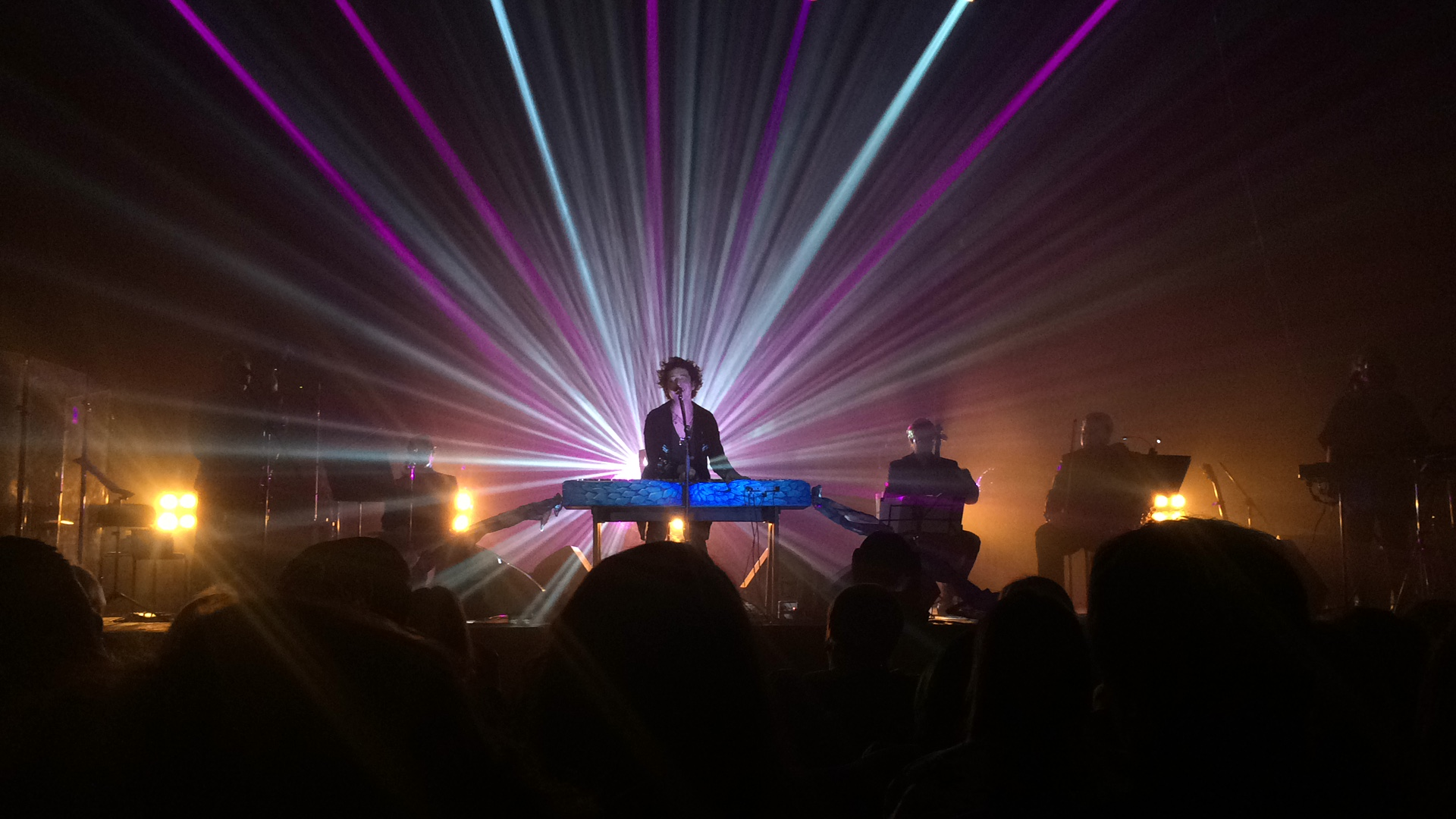
Konzert in der Philharmonie von Odessa (2017)

Im Jahr 2016 strahlte der Fernsehsender Ukraina die Serie „Ne zarekasya“ aus, die oft wegen ihrer anti-ukrainischen Ausrichtung kritisiert wurde und in der Lieder aus der Feder von Schurow verwendet wurden.
Ende 2022 wurde Dmytro Schurow zum offiziellen Musikproduzenten der ukrainischen Nationalauswahl für den Eurovision Song Contest 2023 ernannt.

## Zusammensetzung der Band

### Musiker

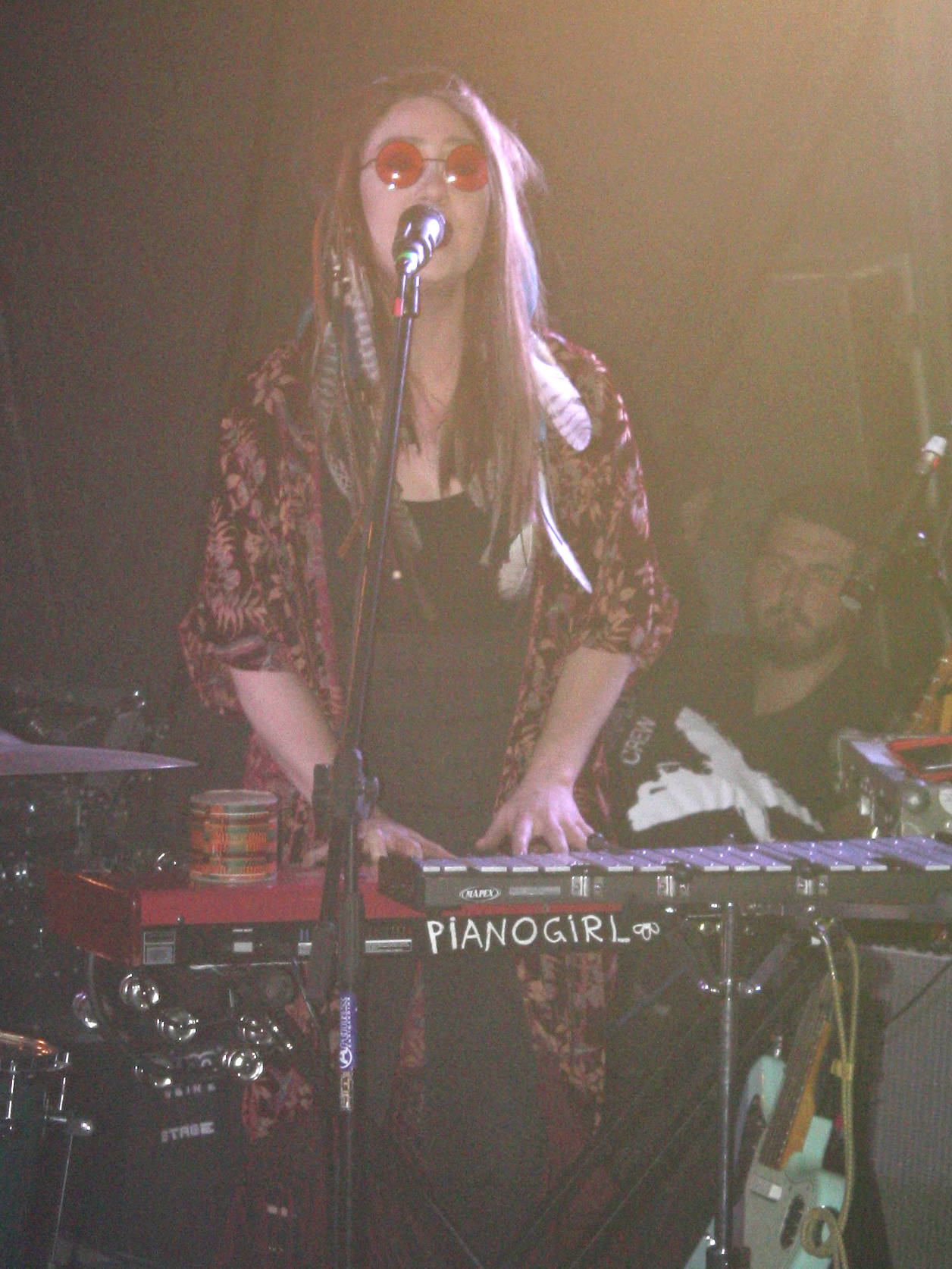
Piánogirl Olga Schurowa (2018)

#### Aktuelle Besetzung
- Dmytro Schurow (Gesang, Klavier)
- Olga Schurowa (Hintergrundgesang, Synthesizer, Gitarre, Metallophon, Schlagzeug)
- Mykola Kistenow (Bassgitarre)
- Hryhoriy Oliynyk (Schlagzeug)
- Moisei Bondarenko (Geige)

#### Ehemalige Mitglieder
- Lida Tutuola (Hintergrundgesang)
- Alexander Polyakow (Schlagzeug)
- Alexander Druganow (Gitarre)
- Nikolay Khomutow (Schlagzeug)
- Maxim Malyshew (Schlagzeug)
- Andrey Nadolsky (Schlagzeug)
- Sergey Balalaew (Schlagzeug)
- Vladimir Pavlovsky (Gitarre)
- Maxim Tsyvina (Regisseur)

### Verwaltungspersonal
- Olga Schurowa (PR, Stylistin)
- Maria Kulikowa (Regisseurin)

### Andere
- Nadezhda Belik (Fotografin)

## Diskografie

### Studio-Alben
- 2012: Простые Вещи
- 2013: Не Прекращай Мечтать
- 2016: Take Off
- 2019: XICTOPI
- 2020: Заброшка

### Kompilationen
- 2020: The Best Of

### Singles (Auswahl)
- 2011: Этажи (mit BoomBox)
- 2015: кохання
- 2016: Шампанські Очі
- 2016: Злива (mit BoomBox & Jamala)
- 2017: Вітчизна
- 2019: Перша Леді (mit Alina Pash)
- 2020: Эндорфины (mit Jamala)

- Rodimki
- Luchshee, chto est
- Neispravimyj
- Polunichne nebo
- Na vershini
- Vse, sho tebe ne vbivaye
- Ajsbergi
- Ciluj Mene
- Ya mozhu vse

## Auszeichnungen

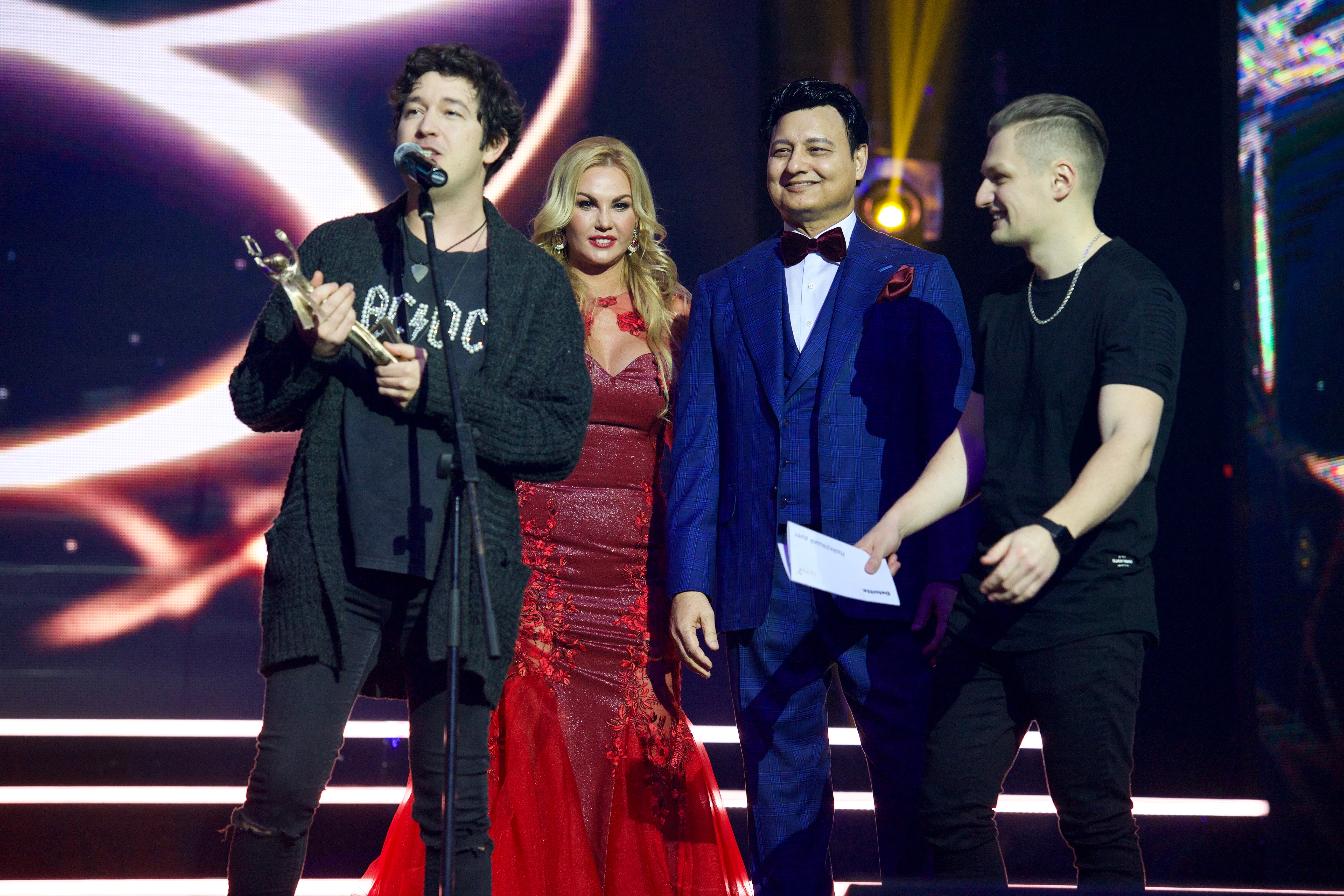
Bei der Preisverleihung der YUNA 2018

| Jahr | Auszeichnung | Nominierung    |
| ---- | ------------ | -------------- |
| 2013 | YUNA         | Beste Rockband |
| 2013 | YUNA         | Bestes Album   |
| 2014 | YUNA         | Beste Rockband |
| 2016 | YUNA         | Bester Song    |
| 2016 | YUNA         | Bestes Duo     |
| 2017 | YUNA         | Beste Rockband |
| 2017 | YUNA         | Bestes Album   |
| 2018 | YUNA         | Beste Rockband |
| 2018 | YUNA         | Bestes Duo     |